# 토리코의 등장인물 목록
다음은 만화 《토리코》의 등장인물 목록이다. 평범한 인간 외에도 미식가, 요리사, 식재료(괴물) 등도 있다.
다만 만화 《토리코》에는 등장하지 않는 애니메이션 《토리코》의 등장인물에 대한 기술은 애니(Ani)를 붙였다.

## 등장인물

### IGO
IGO(International Gorumet Organization)는 국제구루메기구라는 뜻을 가지고있다.
이치류
성우: 호리우치 켄유
성우: 구자형
IGO의 회장이며 사천왕 토리코의 아버지이다. 미식신 아카시아의 첫 번째 제자였으며 가장 그의 가르침을 앞장서서 지키고 있다. 이치류의 풀코스는 밝혀진 바가 없으며 특수조리 식재료 인것만 밝혀졌다. 인력을 사용하며 미도라가 두려워할만큼 강력한 실력자이다. 하지만 미도라와 싸운 뒤,페어에 의해 밟혀 사망한다. 보관됨 2014-03-31 - 웨이백 머신
시게마츠
성우: 이시이 코지
성우: 안장혁
IGO의 실질적인 2인자이며,GT로봇을 회수하러 온 그린패치를 맨섬과 함께 저지한 적이 있다.등장이 그다지 많지 않은 인물이다. 하지만 몇몇 공모자들과 같이 이치류를 배신하여 맨섬을 공격해서 죽이려고 한다.
린
성우: 타노 아사미
성우: 이재현(카툰네트워크), 김보나(재능방송; 재녹음 이하 같음)
특징: 여러 종류의 향수를 사용해 도움을 준다
초반에는 사육사로 처음 등장했으나 나중에는 토리코 일행에 합류하게 된다.사천왕의 일각, 써니의 여동생이기도 하지만 써니와는 생김새와 성격이 완전히 딴판이다. 토리코를 좋아하고 있으며,보석고기를 얻으러 갔다가 죽을 뻔했으나 토리코와 다른 사람들의 구조 덕분에 다시 살아난다. 그 뒤 토리코 일행에 합류하게 된다.(때때로)프레그런스 소드라는 공격 기술도 있다. 쿠킹페스티벌 후에 IGO의 소장이 된다.
맨섬
성우: 코스기 쥬로타게
성우: 시영준(카툰네트워크), 이현(재능방송)
특징: 육탄전,엄청난 자기재생능력,노킹 육체 강화
초반에 처음 등장했으며 권력으로는 IGO에서 3인자일 정도로 높고,또한 그만한 실력도 가지고 있다. 게다가 자신의 이름을 불르면은 "어! 방금 핸섬이라고 했나?"라고 한다 (핸섬은 잘생겼다)술을 괴장히 좋아하며 자신의 풀코스도 전부 술과 관련된 음식일 정도이다(지로와 겨뤄도 될듯). 토리코의 집들이때도 출연하기도 했다.또한 항상 몸을 노킹하고 다니며 이치류 회장 못지않은 실력자다. (헌팅레벨92 짜리 제라드 바이드를 쓰러뜨린 GT로봇들이 한방에 녹다운됐다.) 산적 출신이었으나 이치류를 만난 후부터는 IGO에서 일하게 된다. 쿠킹페스티벌에서 자신들을 배신한 시게마츠와 몇몇 공모자들에게 기습을 당한다. 하지만 죽지않고 살아 이치류가 죽은 뒤 IGO의 회장이 된다.
사랑
레이
우먼
성우: 코니시 카츠유키
성우: 방성준
IGO에서 사무국장 역을 맡고 있으며,너무 섬세한 여자 같은 성격을 가지고 있다.때때로 등장하는 캐릭터이며, 토리코 일행에게 별 도움도 주지 않는다. 실력은 굉장히 강한 듯 하다.[ [코마츠 (토리코)|코마츠]]를 굉장히 신임하는 듯 하다. 하지만 시게마츠와 더불어 몇몇 공모자들과 같이 IGO와 많은 최강자들을 기습한다.

#### 제 0 비오톱(구루메 세계)
요사쿠
토리코가 토미로드와의 전투 후 팔을 잃어 치료를 받아야하는 상황에 텟페이를 통해 처음 등장한다. 룰은 깨지만 약속은 지킨다고 자신있게 자부하는 남자이며 대단한 실력자이다. 토리코의 팔을 치료하는데 도와주며 호쾌한 치료가 일품이다. 20년이나 걸린다는 팔 재생을 단 몇 개월만에 끝낸 토리코를 보고 놀란다. 피투성이 요사쿠로도 불린다.
류
친 친친
성우:?
성우:김정은
이치류 휘하에 있는 그루메계 영웅(?)들 중 한명이며,식림사의 사범이다.그만큼 굉장히 강한 실력을 가지고 있으며, 토리코에게 식의를 전수해주기도 하였다. 자신의 아내인 치요에게 죽임을 당할 뻔했으나, 토리코의 도움으로 살아남았다.
사랑
선대 멜크
성우:나카 히로시
성우:최석필
말리스만
구에몬
성우:?
성우:최한
삼도의 길에서 구루메계에서 넘어오는 맹수들을 혼자 해치우는 사나이다. 써니에게 직감이라는 것이 뭔지 일깨워주고 가르쳐준다.
랩
성우:?
성우:최정호
말리
쿠리보우
만난
텍
고블린 라몬
사쿠라
메가로드
랄라
코우사이류
아타시노

### 구루메 세븐
패치
마팔론

### 미식회
구르메세계를 포함한 전 세계의 식재료를 수단과 방법을 가리지않고 독점하려는 집단이다.
- 미도라

성우: 테라소마 마사키
성우: 홍시호 → 최한
특징: 혀를 이용한 공격
미식회의 보스.굉장히 강하며 미식신 아카시아의 제자 중 한명이다.식욕이 늘어 부요리장이 1명에서 3명으로 늘었다. 토리코와 마찬가지로 전설의 식재료 'GOD'를 찾고있다.
사냥기술
- 텅 머신건: 엄청난 개수의 혀를 마구 발사한다.
- 텅 미사일: 혀를 빠른 속도로 발사한다.
- 마운틴 텅: 산처럼 큰 혀를 발사한다.
- 가시나무 텅: 가시로 뒤덮인 혀를 발사한다.
- 헝그리 스페이스: 범위 안에 모든 것을 뭐든지 먹어치운다.(필살기)
- 텅 쉴드: 혀로 거대한 방패를 만든다.
- 헝그리 텅: 혀로 대상을 먹어버린다.
- 마이너리티 월드: (원래 이치류의 기술)범위 안에 있는 대상은 장기가 활동이 멈춘다.(ex※폐의 공기차단)
- 도레스

특징: 소태도를 이용한 검술(추정)
미식회의 총주방장이다. 크로마드보다 중후하게 생겼다. 실력, 정보는 아직 불명.
- 나이스니

성우: ?
성우: 권혁수
특징: 고무처럼 늘어나는 몸(추정)
미식회의 총주방장의 보좌이다. 얼굴 외형이 유우와 비슷하다. 중국풍 쫄쫄이를 입었으며, 실력은 불명.
- 크로마드

성우: 카나오 테츠오
성우: 이장원
미식회의 요리장이다. 굉장히 중후한 요리사처럼 생겼으며,수염이 꽤 길다. 눈빛이 굉장히 사악하다.
- 알파로

성우:우메즈 히데유키
성우:이상범
특징:8개나 되는 수많은 팔들을 이용한 강력한 접시 부메랑(웨이터?)
미식회의 일원이며,보스인 미도라의 심복. 접시로 상대방을 공격한다.실력으로는 토미로드를 갖고 놀 정도. 보스 대신 미식회를 관리하기도 한다. 세츠노와 잘 아는 사이인 듯하며, 세츠노에게 싸움을 걸려고 했었던 적이 있다.
- 카이토라

성우:?
성우:이주창(에상)
특징: 카펫으로 변형
미식회의 재생가이다. 굉장히 흐물흐물하게 생겼으며 입이 없는 것 같이 생겼다 .주로 경어를 사용한다.
- 스타 쥰

성우:미키 신이치로
성우:양석정(카툰네트워크), 이현(재능방송)
특징: 불 생성,화력 조종
미식회의 부요리장이며 토리코와 몇 번 조우한 적이 있다.첫 등장은 2화 굉장한 실력자인듯 하다.불을 피울수 있거나 불의 위력을 증폭시킬수 있는 능력을 가지고 있다. 나중에 요리왕 콘테스트에서 다른 미식회 멤버들과 같이 요리사들을 습격한다. 그리고 마침내 토리코와 제대로 조우하게 된다. 토리코 244화에서 사실상 미식회의 2인자라고 나오고, 3개의 눈을 가지고 있고 유전적으로 구르메 세포를 가지고 있다.
사냥기술
- 위협(세개의눈의악마):구르메세포를 생명체로 구형해 위협을 하는기술.
- 열 소독:불을 이용해독을 소독하는기술.쿠킹페스티벌때 코코의 독을 소독할 때 썼다.
- 캠프 파이어:자신의 몸에서 불을발산시키는 기술.
- 버너 나이프:스타 쥰의 전용나이프.구우면서 자르는 특수조리식재료를 조리할때쓰는 나이프.쿠킹페스티벌때 토리코와 전투신때 썼다.
- 얼티메이트 루틴:스타 쥰이 토리코의 얼티메이트 루틴을 보고 따라한 기술.자신의 상상하는 기술을 만들어내는 궁극의 루틴.
- 불꽃 소용돌이,화염선풍:불을 이용해 소용돌이를 만들어 공격하는 기술.
- 캠프 파이어강불:캠프파이어를 더 강하게 만드는 기술
- 버너 통구이찌르기:버너 나이프를 회전시키는 동시에 강불을 만들어 찌르는 기술.
- 열염 참격:엄청난 열을 버너 나이프에 더해 일격을 가하는기술.
- 버너 펀치:주먹에 불을 더해치는기술.
- 파이어 스피어:불을 창처럼 변형시켜 찌르는 기술.
- 불 방패, 대형 프라이팬:불을 방패로만들어 방어하는 기술.
- 버너 삿:불꽃을 날리는 기술.
- 그린패치

성우:미츠야 유지
성우:안장혁
특징: 상상을 초월하는 폐활량,강력하고 단단한 빨대
미식회의 부요리장이며 가벼운 성격이다. 데빌 모스키토의 주둥이로 만든 빨대를 이용해 흡수하거나 공기를 내뱉어 공격을 한다. 토리코와 한번 조우해서 호각으로 겨뤘었으나, 사실 장난으로 겨뤄본 것이었다. 처음에는 팔이 4개였지만 나중에는 팔이 6개로 늘어난다.나중에 요리왕 콘테스트에서 다른 미식회 멤버들과 같이 요리사들을 습격한다. 그리고 코코와 맞붙게 된다.
- 토미 로드

성우:이시다 아키라
성우:최재호
특징: 육탄전,벌레군단 소환
미식회의 부요리장이며 곤충을 이용하여 공격한다.굉장히 잔혹하고 차가운 성격의 소유자다.팔에 족쇠를 달아서 근육을 봉인시켜 놓는다. 토리코와 한번 맞붙었으며 토리코를 죽음의 위기로 몰아넣은 강자 중 한명.나중에 요리왕 콘테스트에서 다른 미식회 멤버들과 같이 요리사들을 습격한다. 써니와의 사투 끝에 죽게된다.
- 에르그

특징: 육탄전,말의 하체를 이용한 스피드,불사의 육체
미식회 제 1지부장이다.상체는 온몸을 붕대로 감싼 사람,하체는 말처럼 생긴 미라켄타우로스(?) 같이 생겼다. 나중에 요리왕 콘테스트에서 다른 미식회 멤버들과 같이 요리사들을 습격한다. 그리고 텐구 브란치와 맞붙게 된다. 하지만 텐구 브란치의 강대한 기술파워에 의해 몸이 녹아 죽게 된다. 과거(어렸을 때)에 못생겼다는 이유로 다른 아이들에게 놀림거리가 되었었다고 한다. 그리고 죽기전에 브란치에게 "나 추하지?"라고 말했다. 하지만 오히려 브란치는 자기가 살던 동네에는 자기보다 못생긴 애들이 많다고 하면서 "너는 잘생긴 편이야."라고 위로해줬다. 그 덕분인지,웃으면서 죽었다.
- 유

성우: 마에노 토모아키
성우: 정재헌
특징: 자극적이고 강력한 향신료
미식회 제 2지부장이다.굉장히 잘생기고 젊은 귀공자같이 생겼다. GT로봇을 잘 조종한다. 초소형 GT로봇을 타고 센츄리스프를 얻은 코마츠를 습격, 그리고 센츄리스프를 빼앗는다. 나중에 요리왕 콘테스트에서 다른 미식회 멤버들과 같이 요리사들을 습격한다. 그리고 다른 미식가들과 맞붙게 된다. 늘 존댓말을 사용한다.
- 젤리 보이

성우: 타카하시 히데노리
성우: 신용우
특징: 길고 강력한 가시채찍
미식회 제 3지부장이다.굉장히 화끈하고 열정적인 성격의 소유자로서,겉보기엔 완전 강해보이는 슈퍼 마초.나중에 요리왕 콘테스트에서 다른 미식회 멤버들과 같이 요리사들을 습격한다. 그리고 다른 미식가들과 맞붙게 된다.
- 바리가몬

성우:키무라 마사시
성우:방성준
특징: 엄청난 맷집,부동액,단단한 갑옷
미식회 제 4지부장이다.젤리보이와 더불어 엄청난 마초같은 인상을 지녔다. 강화강철의 수십배되는 강도를 가지고 있는 포획 래벨60의 크래쉬 터틀의 껍질로 만들어진 갑옷을 이용하며 공격한다. 토미로드와 같이 센츄리스프를 찾으러 갔다가 토리코 일행과 조우,그리고 마치에게 패한다. 나중에 요리왕 콘테스트에서 다른 미식회 멤버들과 같이 요리사들을 습격한다. 그리고 다른 미식가들과 맞붙게 된다.
- 보기 우즈

성우:타케모토 에이지
성우:정재헌
특징: 끝없는 관절들,관절들을 이용해 만드는 무기들
미식회 제 5지부장이다. 보통 자신의 얼굴을 추한 가면으로 가리고 있지만,벗으면 꽤 잘생긴 모습이다(송곳니 1개가 튀어나온 게 매력?)토미로드와 같이 센츄리스프를 찾으러 갔다가 토리코 일행과 조우,그리고 타키마루에게 패한다 .몸을 늘리거나 몸을 바꾸는 것과 자기 몸속의 뼈들을 조종하는 것이 가능하다. 나중에 요리왕 콘테스트에서 다른 미식회 멤버들과 같이 요리사들을 습격한다. 그리고 다른 미식가들과 맞붙게 된다.
- 세도르

성우:스야마 아키오
성우:홍범기
특징:?
미식회 제 6지부장이다.얼굴은 좀 잘생긴 듯 하나, 굉장히 오컬트한 외모의 소유자.굉장히 징그럽고 끔찍한 눈을 좋아한다. GT로봇을 타고 리갈매머드의 보석고기를 얻으러 갔다가 써니에게 패한다. 나중에 요리왕 콘테스트에서 다른 미식회 멤버들과 같이 요리사들을 습격한다. 그리고 다른 미식가들과 맞붙게 된다.
- 죠죠

미식회의 정보수집가. 거의 매일 웃고 있다
- 다케

성우:전태열
코마츠의 옛동료. 동화의성이라는 개인식당을 운영하고 있었다. 구르메 쉐프 순위에 100위중 99위로 올라 미식회에게 끌려가 노예가 되었다. 하지만 스타쥰의 콤비가 되어 다시 나타난다.
- 베이

성우: 야베 마사히토
성우: 이호산
미식회의 말단 부하중 한명이다.GT로봇을 타고 가서 토리코를 습격한 적이 있었으나, 패배당했다.'잡식'이란 이름답게 뭐든지 먹어치우려 한다. 약간 변태끼가 있는듯 하다. 나중에 요리왕 콘테스트에서 다른 미식회 멤버들과 같이 요리사들을 습격하고 린하고 맞붙게 된다.
- 빌레
- 자이퍼

성우:오오바야시 요헤이
성우:박성태
미식회 부하 중 한명이다. GT로봇을 타고 리갈매머드의 보석고기를 얻으러 갔으나 거대GT로봇을 탄 기드에게 당한다.'괴인'이란 이름답게 등에 날개가 달렸으며 좀 괴기하게 생겼다.(약간 뱀파이어를 닮음)나중에 요리왕 콘테스트에서 다른 미식회 멤버들과 같이 요리사들을 습격한다. 그리고 린하고 맞붙게 된다.
- 기드

성우:야스모토 히로키
성우:정재헌
미식회 부하 중 한명이다.거대GT로봇을 타고 리갈매머드의 보석고기를 얻으러 갔으나 사천왕 코코에게 패배당한다.
- 치요

성우:사카모토 치카
성우:김선혜
세츠노의 라이벌이자, 친 친친의 아내.나중에 식림사에서 토리코에게 진다.쿠킹 페스티벌에서 제우스의 식칼에 찔려 죽을 뻔한 위기에 처한다.

### 그외 미식가
- 존게

성우:타카기 와타루
성우:이장원(카툰네트워크), 박성태(재능방송)
토리코와 자주 조우하는 인물들 중 하나. 실력은 굉장히 약하다. 하지만 어디든 어떤 환경에서든지 살아남는 강대한 체력, 끈기, 근성을 가지고 있다. 항상 부하로 부르는 2명을 대리고 다니며,원시인복장을 입고 다닌다. 무기는 도끼나 실제로 잘 다루지 못한다. 이 만화의 감초이자 개그캐인듯하다 .후에 구르메 계에서 원왕 밤비나가 존게를 자기 연인이라고 착각한다.
- 아카시아

성우:다나카 히데유키
성우:강수진
미식가들의 신이라 불리며,최고의 식재료 "GOD"로 세계전쟁을 멈추게 했으며,최초로 그루메세포를 발견한 미식가이다. 니트로의 존재를 인류가 최초로 발견한 인물.
- 아폴론

성우:?
성우:기영도
- 지로

성우:모리카와 토시유키
성우:유해무
특징: 수많은 노킹건,엄청난 노킹 실력
그 외 관계:세츠노와 젊었을 적 파트너였다.
노킹 마스터라는 별칭을 가진 미식가이다. 이치류,미도라와 함께 미식신 아카시아의 둘째 제자로 제자가 되기전에는 "광란의 지로" 라고 불리였으며, 아카시아가 그의 강함과 기술의 일부분을 늑대 안에다 봉인시킴. 술을 매우 좋아하고 토리코에게서 술을 빛져 종종 토리코일행을 도와 준다. 요리왕 콘테스트 후 죠아와 붙게된다. 후에 그랜드 노킹으로 지구의 자전을 멈추었지만 죠아를 쓰러뜨리는건 실패했다.
어릴적 기네스에게 길러져 강력한기술인 기네스 펀치를 쓸쑤 있으며 불루니트로들과 싸운다.
- 풀코스
- 에피타이저 : 백잎 클로버 (레벨 측정불가)
- 스프 : 콘소메 마그마 (레벨 측정불가)
- 샐러드 : 그라나레터스 (레벨 측정불가)
- 생선 : 왕륙 상어 (레벨:4450)
- 고기 : 아슈라 사우로스 (레벨:4220)
- 메인 : ET 쌀 (레벨 측정불가)
- 디저트 : 오아시스 멜론 (레벨 측정불가)
- 드링크 : 돗햄을 끓인 술 (레벨 측정불가)

### 미식 인간 문화재
말리스만
구르메 작가.제0비오톱이다.
친 친친
성우:야라 유사쿠
성우:김정은
특징: 손,팔을 이용한 스푼
인간계 최고 난위도인 해수, 잃어버린 숲에 있는 식림사의 사범. 세츠노와 라이벌 관계인 치요와 파트너이지 아내.
자식이 한명 존재 했으며, 토리코와 코마츠에게 식의를 가르쳐 준다.
세츠노
성우:우란 사키코
성우:류점희
특징: 기압 조정,뛰어난 운동신경
코마츠가 센츄리스프를 만들도록 도와준 장본인.굉장히 강한 실력자인듯 하며,옛날에 지로와 연인사이라서 그런지,리젠트를 매우 좋아한다. 젊었을때는 지로와 같이 콤비를 맺은 요리사였다고 한다. 나중에 요리 콘테스트에서 치요와 맞붙게 된다. 그리고 다른 배신자 군단에게 습격당해 죽을 위기에 처한다. 하지만 살아남아 요리인 랭킹1위 제우스의 식칼에 찔려 죽을 뻔 하였던 치요를 살려준다.
모안 샤이샤이
최고의 재생가이다.푸킨의 스승이기도 하다.

### 지달 왕국
달닐 칸
성우:?
성우:노민
지달 왕국의 국왕이다.
죠아
성우:?
성우:전광주
기술:사탄고기 다지기-플로제의 식칼로 다지기 공격을 한다
달닐 칸의 궁중요리사중 한명이다.
플로제의 식칼 신데렐라를 가졌으며, 지로가 쓴 그랜드노킹(지구 전체를 멈추게 만든다)이 효과가 없었을 정도로 강하다.
또, 세츠노의 쿡 로드(식칼 모습을 변화시켜가며 공격)와 지로의 기네스펀치(우주까지 뻗어가는 주먹으로 주는 충격)에도 멀쩡했다.
미도라가 플로제의 무덤에 계속 요수를 뿌려서 죠아가 플로제의 몸으로 환생했다.
라이브베이라
성우:오오츠카 아키오
성우:신용우
구루메 카지노의 옛 지배인이다. 토리코와 식(食)의 신경쇠약이라는 카드게임에서 지면서 지달왕국의 치안을 담당하는 사람이 되었다.

### 그외 요리사
- 치루

구름에 가려진 식당의 조리장이며 쿠킹 페스티벌의 100위권 내의 실력. 항상 두건으로 얼굴의 반을 가리며 어둠기술 소생을 쓸 수 있으나 초보수준.
- 치린
- 노노

세츠노 식당의 보조주방장이다. 유일한 세츠노의 제자이며, 코마츠와 약간의 곧 결혼할 사이 있는 듯 하다.
- 치요

위의 설명과 동일.
- 플로제

미식신 아카시아의 콤비이다. 사용하는 식칼은 '신데렐라'이다. 블루 니트로와 접촉하여 'GOD'을 조리하다 많이 쇠약해져, 미도라가 치료의 물을 가져다 주는 과정 미도라의 부상이 심각하여 미도라를 회복시키려고 '갓 쿠킹'이라는 기술로 요리하던 중, 쇠약해진 상태에서 무리를 하게 되고 그만 사망하게 된다. 하지만 미도라가 계속 플로제의 무덤에 치료의 물을 가져다주며(이 때 아카시아가 의도적으로 필요했던 것을 알 수 있다.) 플로제의 무덤이 볼록해지는 현상이 있었는데, 본래 '치료의 물'은 구르메 세포를 활성화시키고 재생시키기에, '죠아'가 플로제의 몸으로 환생한다.

### 재생가
요사쿠
성우:?
성우:이상범
'피범벅 요사쿠'로 통한다.'노킹마스터'지로의 손자인 텟페이의 스승이며 세계 최고의 재생가 중 한명이다.토리코가 팔을 잃었을 때 다시 재생시켜 주었고,그 외 토리코 일행에게 여러 가지 도움을 주었다. 실력은 확실. 섬세함이 없는 거친스타일 치료.약속을 지키지만 룰은 지키지 않는 남자. 세츠노에게 약하다. 담배를 좋아하며 감이 좋다. 구르메정원에서 미식회의 재생가 카이토라와 싸운 후 정체불명의 생물에게 당해 생사불명이다.
텟페이
성우:오노사카 마사야
성우:신용우
요사쿠 밑에서 재생을 배우고 있으며,'노킹마스터'지로의 손자다.지로와 동일한 리젠트머리.토미로드를 손쉽게 제압하는 실력을 가졌다.노킹기술이 다양하며 할아버지가 노킹한 식재와 발견한 식재의 재생을 목표로 활동. 항상 뒷북을 치며 말과 행동이 반대. 토리코일행들이 아이스헬때 조우 .미식국보 세츠노의 의뢰로 구르메쇼윈도의 재생의뢰.결과적으론 실패한다. 그리고 차후에 맛이 변해 IGO를 배신하고 만다.

### 식림사
친 친친
성우: ?
성우: 김정은
잃어버린 숲에 존재하는 식림사의 국보이자 미식 인간문화재 중 한명.제0비오톱의 직원이기도 하다.
슈
특기: 과도를 이용한 기술.
식림사 사범대리. 토리코와 코마츠가 식의를 배울때 가르쳐준 인물.
코푸오
웨건

### 장인
선대 멜크
성우:나카 히로시
성우:최석필
2대 멜크의 양아버지이며,일생일대 최고의 식칼을 만들기 위해 집을 나왔다. 목소리가 작은 탓인지 자신의 수양딸인 2대 멜크 뿐만 아니라, 다른 사람들의 오해를 사고 있다.
2대 멜크
성우:야지마 아키코
성우:윤미나
선대 멜크의 수양딸이며,선대 멜크가 자신을 인정해주지 않는다고 생각했다. 그러나 나중에 코마츠를 만나서 자신의 실력에 자신감을 얻게 된다.

### 구루메 마피아
류
구루메 마피아 전 보스. 현재 IGO 0톱직원 소속.요사쿠와 친인.요사쿠의 추천으로 0톱직원으로 들어온다.
마치
성우:토리우미 코스케
성우:정훈석
구루메 마피아의 리더급 멤버이다. 아이스헬에서 토리코 일행과 함께 센츄리스프를 찾으러간 사람들중 한명이다.구루메카지노에서 재회했는데 라이브베이라가 식(食)의 신경쇠약에서 지면서, 구루메카지노의 지배권을 받았다. 나중에 요리왕 콘테스트에서 미식회 지부장들하고 맞붙게 된다. 류가 있었을 당시 넘버2. 현재 보스가 되었다.
- 신,람,루이

마치와 동행하는 측근들.어릴적 마치에게 입은 은혜를 갚고자 구르메마피아에 들어간다.

### 구루메 나이트
- 아이마루

성우:노지마 켄지
성우:신용우
그루메 나이트의 리더이며, 토리코와 친분이 있기도 하다. 그다지 등장이 많지 않다. 병균을 먹는 병식주의자이다. 나중에 요리왕 콘테스트에서 미식회 지부장들하고 맞붙게 된다.
- 타키마루

성우:KENN
성우:최승훈
그루메 나이트에서 가장 막내.그러나 꽤 강한 실력을 가지고 있다.미식회 제5지부장(간부) 보기우즈를 쓰러뜨린 적이 있다.그루메 나이트의 리더,아이마루를 굉장히 동경한다.나중에 요리왕 콘테스트에서 미식회 지부장들하고 맞붙게 된다.
- 아키마루

그루메 나이트의 일원. 그러나 등장신은 별로 없다. 나중에 요리왕 콘테스트에서 미식회 지부장들하고 맞붙게 된다.
- 유키마루

그루메 나이트의 일원. 그러나 등장신은 별로 없다. 나중에 요리왕 콘테스트에서 미식회 지부장들하고 맞붙게 된다.
- 라이마루

그루메 나이트의 일원. 그러나 등장신은 별로 없다. 나중에 요리왕 콘테스트에서 미식회 지부장들하고 맞붙게 된다.
- 카게마루

그루메 나이트의 일원. 그러나 등장신은 별로 없다. 나중에 요리왕 콘테스트에서 미식회 지부장들하고 맞붙게 된다.
- 츄키마루

그루메 나이트의 일원. 그러나 등장신은 별로 없다. 나중에 요리왕 콘테스트에서 미식회 지부장들하고 맞붙게 된다.

### 구루메 방송국
티나

### 기타 등장 인물
톰
성우:카키하라 테츠야
성우:양석정
작은 도매점을 운영. 토리코의 친구이다. 토리코와 코마츠를 바론제도로 태워다 준 적이 있고, 토리코의 집들이 때 다시 등장하기도 했다.그 외 때때로 등장하기도 한다.
몬치
장인마을의 일원.초밥집을 운영.식의 점술사.확률 100%. 토리코가 잃어버린 숲의 식림사를 찾을 때 의뢰로 명당말이를 만들어준다. 정체를 드러내지 않도록 주의. 프로레슬링같은 복장을 하고 다닌다.
펙(Ani)
스마일
성우:츠다 켄지로
성우:홍범기
구르메시대 최고 천재 건축가.웃음을 잊어버릴정도로 바쁘다.센츄리스프 중독자. 토리코의 과자집 의뢰가 자주 있어서 단골이다.
욧치할범
과거 은퇴한 미식가.니와토리를 기르는 할아버지.

## 식재료 또는 괴물

### 니트로
토리코가 '베지터블 스카이'에서 오존초를 헌팅할 때 처음 등장한다.순발력이 뛰어나고(오존초를 잎이 눈치채지 못 할 정도의 속도로 한번에 2번 베어먹음) 생김새는 인간과 새를 합쳐놓은 듯이 생겼으며 성질이 매우 흉폭하고 지능까지 뛰어나다. 토리코도 처음엔 로봇이라고 생각했으나 GT로봇의 재료 냄새가 전혀나지 않고 조종자의 기가 느껴지질 않아 야생의 생물임을 알아챈다. 구르메계에 서식하고 있는 것으로 추정되며 헌팅레벨 또한 불명확한 생물이다. 미식회에선 GT로봇을 이 생물을 모델로 개발했다.나중에 멜로우 콜라 편에서 토리코와 제브라와 맛붙게 된다.토리코의 대못펀치를 한번 본 것 뿐으로도 완벽하진 않지만 카피할 수 있었다.강한 공격을 몆번이나 맞아도 버틸 수 있다.(하지만 나중에 제브라에게 사음(죽음의 소리)를 당해 말라 죽는다....)아직까지 다른종류의 동일생물이 존재한다. 차후에 미식회와 같이 토리코 일행을 습격한다.
- 니트로 종류
- 블루 니트로: 구르메계의 귀족들이며 레드 니트로와 달리 말을 할 수 있다.
- 페어: 블루 니트로들의 일원. 토리코와 코마츠가 베지터블 스카이에서 오존초를 헌팅할 때 등장했던 니트로이다.
- 레드 니트로: 블루 니트로들이 노예처럼 부려먹는 존재. 성대가 파괴되어 말을 할 수 없다.